# 白鳥大橋
白鳥大橋（はくちょうおおはし）は、北海道室蘭市にある国道37号（白鳥新道）の橋。通行無料の自動車専用道路になっている。橋の名称は、室蘭港の別名「白鳥湾」から名づけられた。

## 概要

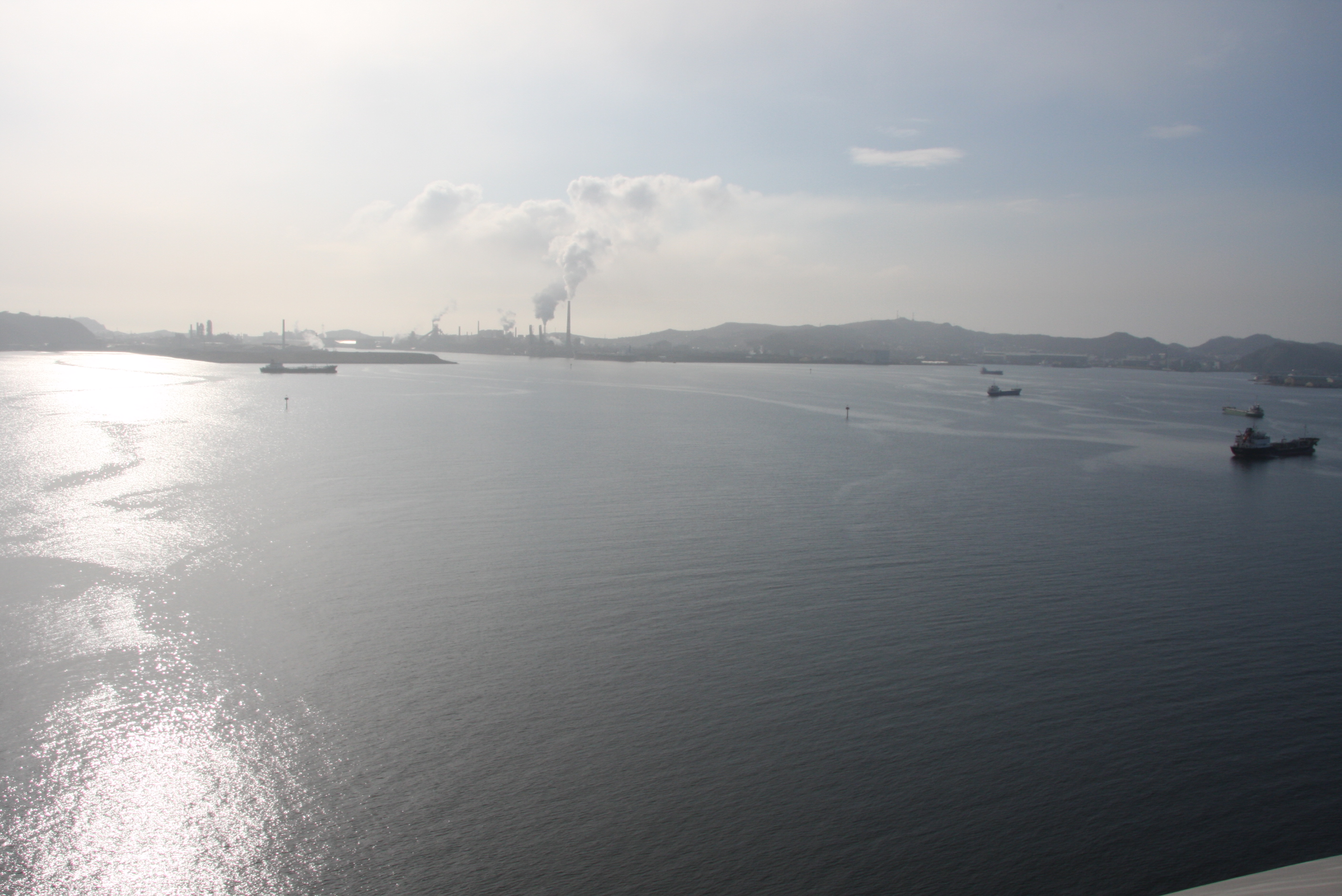
白鳥大橋から眺めた室蘭港（2013年5月）

室蘭市陣屋町と対岸の絵鞆半島にある祝津町を結ぶ室蘭港をまたぐ東日本最大の吊橋であり、総事業費は1,153億円（単純積算合計743億円）、40年間の維持管理費の見積は51億円に及ぶ（平成15年度）。2010年度（平成22年度）の24時間平均通行量は11,552台。1998年度（平成10年度）の『土木学会田中賞』と『照明普及賞』優秀施設賞を受賞している。夜間は風力発電によってライトアップされており、2008年（平成20年）に「日本夜景遺産・ライトアップ遺産」に選定されている。

## 構造
白鳥大橋の主塔は4ヶ所の水平材だけとなる外観がスマートなラーメン方式を採用している。また、主塔を支える人工島の中詰材には発電所から出た石炭灰スラリーを使用してコスト削減に努めており、石炭灰の有効利用と経済性が評価され「白鳥大橋人工島」として1990年度（平成2年度）『土木学会北海道支部・技術賞』を受賞している。白鳥大橋には2つの側塔があり、日本国内では大鳴門橋に1つあるのみである。側塔がケーブルを受けることで主塔やアンカレイジ（アンカーブロック）の規模を抑えることができた。側塔基礎工事は「地中連続壁剛体基礎工法」を採用している。補剛桁は側面に鋭角なフェアリングと呼ばれる飛行機の翼のような部材が取り付けられており、強風や着雪時でも安定した橋になるように対策を施している。白鳥大橋は日本国内初となる積雪寒冷地での吊橋として建設したことから、着雪を除去する技術やコンピュータ数値制御により振動を除去するハイブリッド・チューンドマスダンパー（動吸振器）技術を備えている。白鳥大橋のライトアップやメイン・ケーブルのイルミネーション、白鳥大橋記念館の電力は風力発電施設の電源を使用しており、余剰電力は北海道電力に売電している。1998年度（平成10年度）『新エネルギー財団会長賞』を受賞している。すべてのイルミネーションやライトアップの発光ダイオード（LED）化を進めている。

### 主要諸元
| 橋長     | 1,380 m                        |
| 径間割   | 330+720+330=1,380 m            |
| 幅員     | 2.5+3.5+(2.25)+3.5+2.5=14.25 m |
| 形式     | 3径間2ヒンジ補剛吊橋（側塔付） |
| 補剛桁   | 鋼床版箱桁                     |
| ケーブル | PPWS-127×52st（⌀5.20 mm）      |
| ザク比   | 1/10                           |
| 設計荷重 | TL-20、TT-43（B活荷重）        |
| 路線名   | 一般国道37号                   |
| 道路規格 | 第1種第3級（自動車専用道路）   |
| 車線数   | 2車線                          |
| 航路限界 | TP+54.45 m                     |
| 航路幅   | 300 m                          |

### 工法

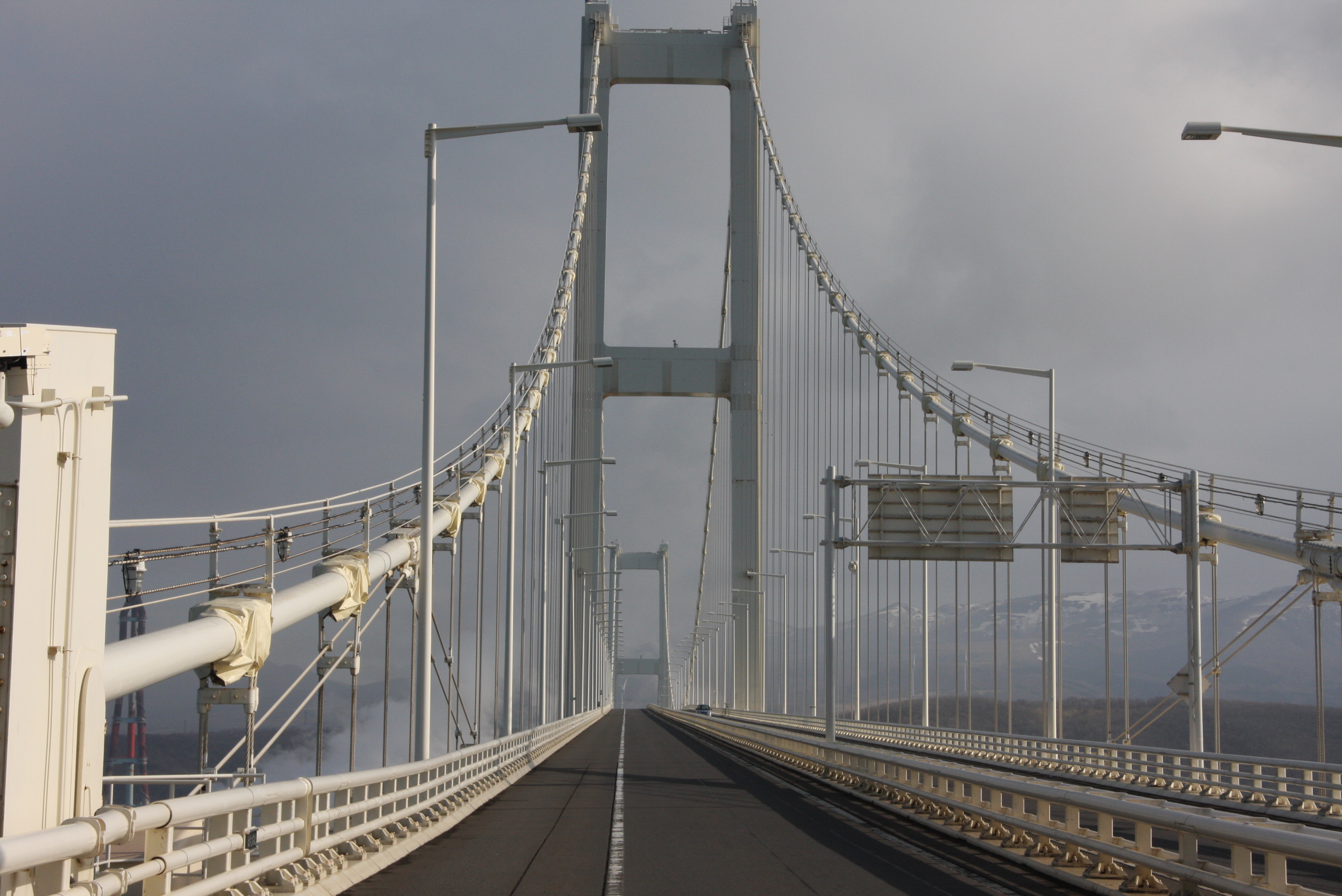
白鳥大橋の主塔およびケーブル（2013年5月）

日本国内初の積雪寒冷地に建設された長大橋であり、作業は冬期間に工事が中断されるなどの条件下で進められた。また、白鳥大橋建設工事では気候や地形の特性から以下の工法が世界または日本国内で初めて行われた。
地中連続壁併用逆巻剛体基礎工法（世界初）
- ボーリング調査（ボーリング）で主塔を十分に支えるための支持層が非常に深いことが判明したので、橋梁工事としては世界で初めて採用した[13][14]。主塔基礎は祝津側で57 m、陣屋側で73 mとなり、地中連続壁は祝津側で海面下67 m、陣屋側で海面下103 mと、世界的に前例のない規模となった。

S字ワイヤラッピング工法（世界初）
- 積雪寒冷地でのケーブル架設では、水分の浸入を防ぐために高い気密性が求められた。そこで、世界で初めてS字形のワイヤーを使用してケーブル・ラッピングを行った[13]。メイン・ケーブルの直径は47 cmであり、直径5.2 mmのピアノ線を6角形に127本束ねたもの（ストランド）をさらに52本束ねて作成された[2]。

スイング架設工法・全ヒンジ工法（日本国内初）
- 補剛桁の架設は冬期間になると強風が吹く可能性が高くなることから、工期短縮を図る必要があった[15]。「全ヒンジ工法」とは、架設した桁ブロックを仮連結（ヒンジ状態）したまま吊り上げ作業を先行させたあと、連結作業と重複させて行う工法である[15]。補剛桁は全61ブロックあり、4ヶ月半で補剛桁の架設が完了した[15]。

## 歴史
北海道開発局室蘭開発建設部初代部長の猪瀬寧夫が馬蹄形である室蘭の地形に発展の支障を覚え、1955年（昭和30年）に室蘭民報の新年号「初夢特集」で「室蘭港湾口架橋構想」を提唱したのが建設の発端となった。昭和30年代の計画段階ではトンネル案もあったが、橋梁として基本計画が作成された。昭和56年度に事業化後、昭和58年度の「白鳥大橋技術調査委員会」では橋梁方式を斜張橋から吊橋へと変更した。事業計画では有料道路としての事業が望ましいとされ、有料の場合でも2000年の交通量を16,300台/日と見込んでいたが、室蘭市の産業衰退や人口減少などにより採算性が問題視されていた。白鳥大橋の完成が近づいてくる中、運営を委託する予定であった日本道路公団が運営受託に難色を示し、北海道も地方道路公社を設立しての運営は困難と判断した。そこで、地元選出の国会議員（当時）鳩山由紀夫が通行料に関する問題を提起し、1996年（平成8年）議論の末に北海道開発局長が暫定無料の方針を表明した。総事業費1,000億円規模の道路事業が通行料無料で開通するのは全国でも異例のことであった。

### 年表
- 1955年（昭和30年）：室蘭開発建設部初代部長の猪瀬寧雄が室蘭民報新年号の「初夢特集」で「室蘭港湾口架橋構想」提唱。
- 1967年（昭和42年）：「室蘭圏幹線道路建設促進期成会」設立。当時の胆振9市町村、各経済団体、企業などが国への陳情運動開始。
- 1970年（昭和45年）：室蘭工業大学、室蘭開発建設部、室蘭土木現業所、室蘭市による「室蘭環状道路調査研究会」発足。
- 1972年（昭和47年）：室蘭市の予算に調査費700万円計上。
- 1973年（昭和48年）：室蘭市の予算に調査費1,000万円計上し、「白鳥大橋基本計画」策定。
- 1974年（昭和49年）：国の予算に調査費2,000万円計上。
- 1976年（昭和51年）：日本道路公団が有料道路としての採算性調査着手。
- 1977年（昭和52年）：日本道路公団によるボーリング調査開始。
- 1980年（昭和55年）：国の昭和56年度予算で白鳥新道（陣屋—祝津）着工認可[19][20]。
- 1982年（昭和57年）：白鳥新道として陣屋—中央町間が都市計画道路決定[21]。
- 1985年（昭和60年）：修祓式・着工記念式典挙行し、祝賀会開催[22]。
- 1987年（昭和62年）：主塔基礎築島工事着工。
- 1989年（平成02年）：シュクトツ山に白鳥大橋展望台完成。駐車場付近に白鳥大橋資料館開設。
- 1992年（平成04年）：主塔ブロック積み上げ工事完了[23]。
- 1993年（平成05年）：パイロット・ロープ渡海完了。
- 1995年（平成07年）：補剛桁最終61ブロック架設完了（補剛桁連結）[24]。
- 1996年（平成08年）：北海道開発局長が白鳥新道（白鳥大橋）通行料の暫定無料表明[25]。
- 1998年（平成10年）：白鳥大橋記念館開館。室蘭市祝津風力発電システム稼働。『白鳥大橋ウォーク』[26]、『白鳥大橋サイクリング』、『白鳥大橋開通記念ハーフマラソン』開催。白鳥大橋（白鳥新道第1期区間）開通[27][28][29]。白鳥大橋記念館が「道の駅みたら室蘭」として「道の駅」登録[30]。
- 1999年（平成11年）：『白鳥大橋ウォーク』開催[31]。
- 2000年（平成12年）：年越しのイベント『白鳥大橋カウントダウン』初開催（2014年終了）[32]。
- 2001年（平成13年）：『ツール・ド・北海道』開催[33]。
- 2002年（平成14年）：『白鳥大橋ハーフマラソン』開催。
- 2007年（平成19年）：北海道開発局長が白鳥新道（白鳥大橋）暫定無料の継続方針表明[34]。
- 2008年（平成20年）：開通10周年記念『白鳥大橋ウォーク・室蘭トライアスロン』開催[35]。
- 2012年（平成24年）：『室蘭市開港140年・市制施行90年記念白鳥大橋ハーフマラソン・ウォーク』開催[36]。
- 2016年（平成28年）：長寿命化対策として舗装の取替工事開始[37][38]。

## 白鳥大橋ビューポイント

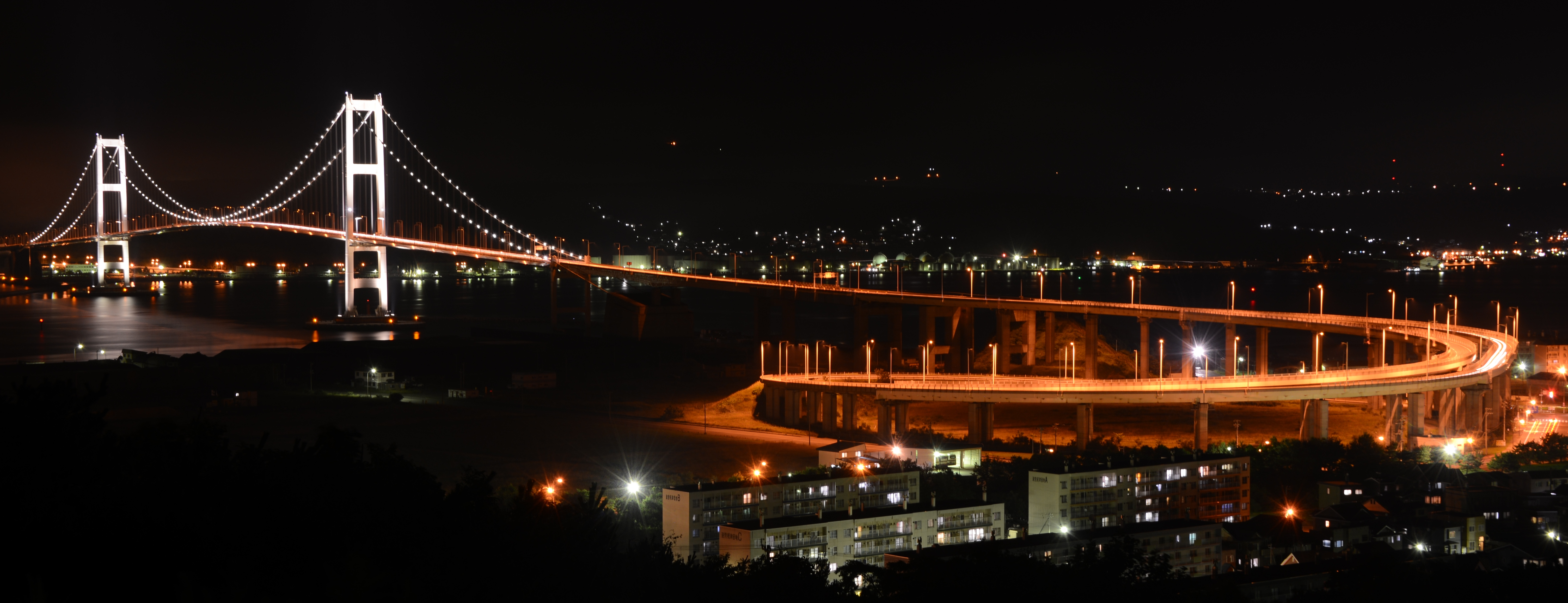
祝津公園展望台から眺めた白鳥新道（白鳥大橋）の夜景（2013年8月）

白鳥大橋は室蘭市内の各地点から眺めることができるが、以下の場所を「ビューポイント」としている。
- 白鳥大橋展望台
- 祝津公園展望台（「日本夜景遺産・自然夜景遺産」選定[41]）
- 測量山展望台
- 潮見公園展望台
- 八丁平展望台
- 白鳥湾展望台

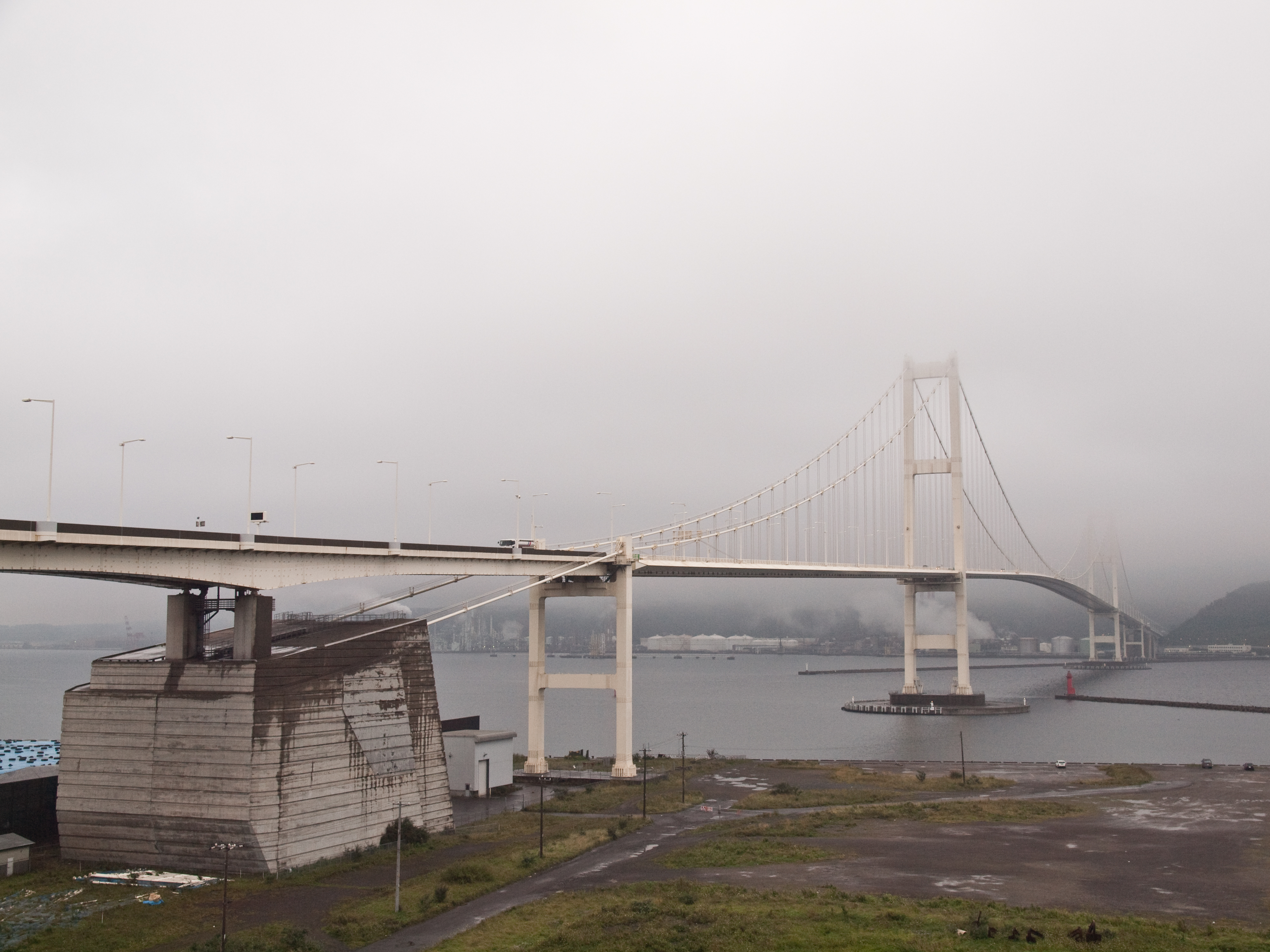
白鳥大橋展望台から眺めた白鳥大橋（2009年9月）
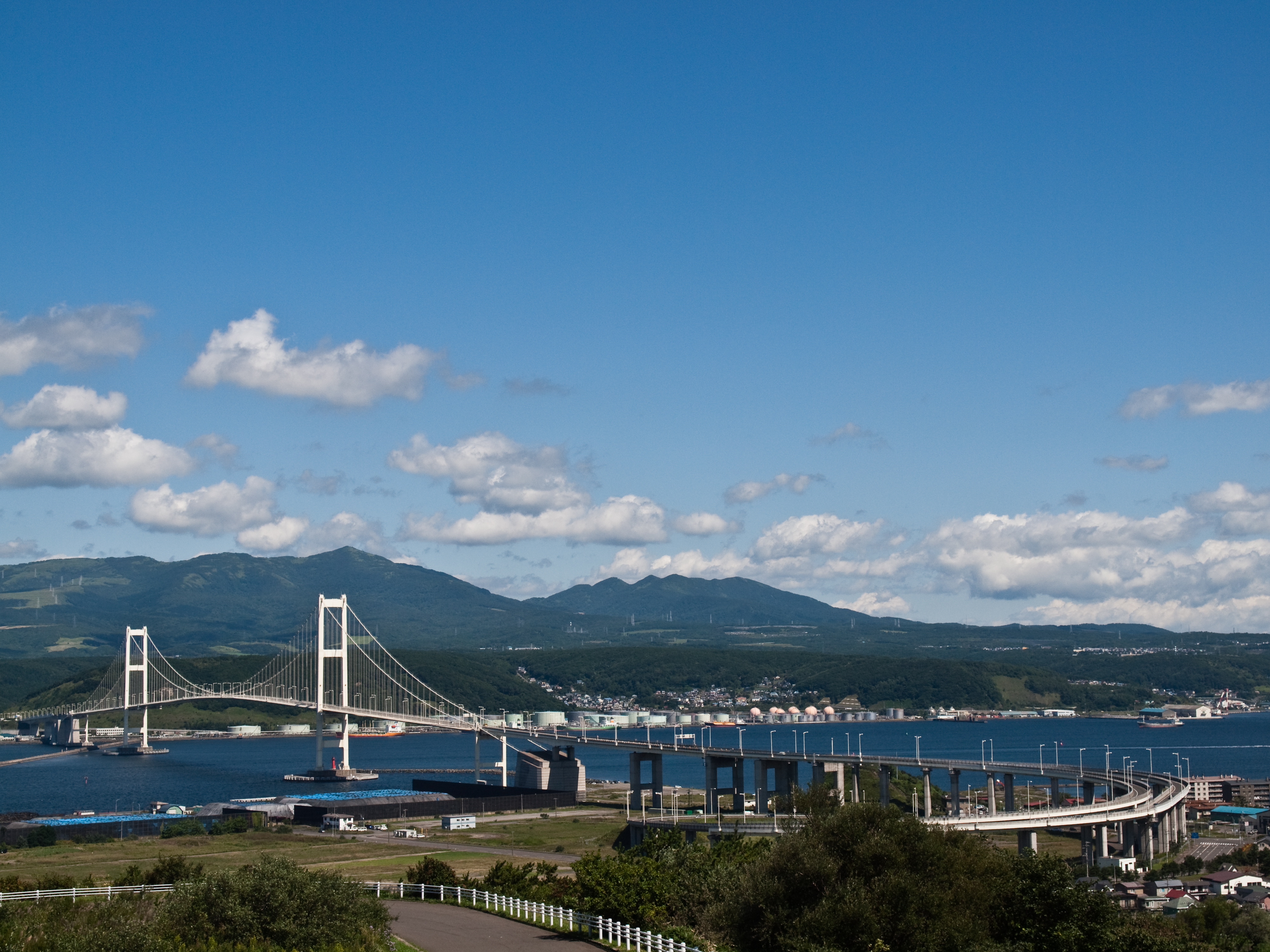
祝津公園展望台から眺めた白鳥大橋（2009年9月）
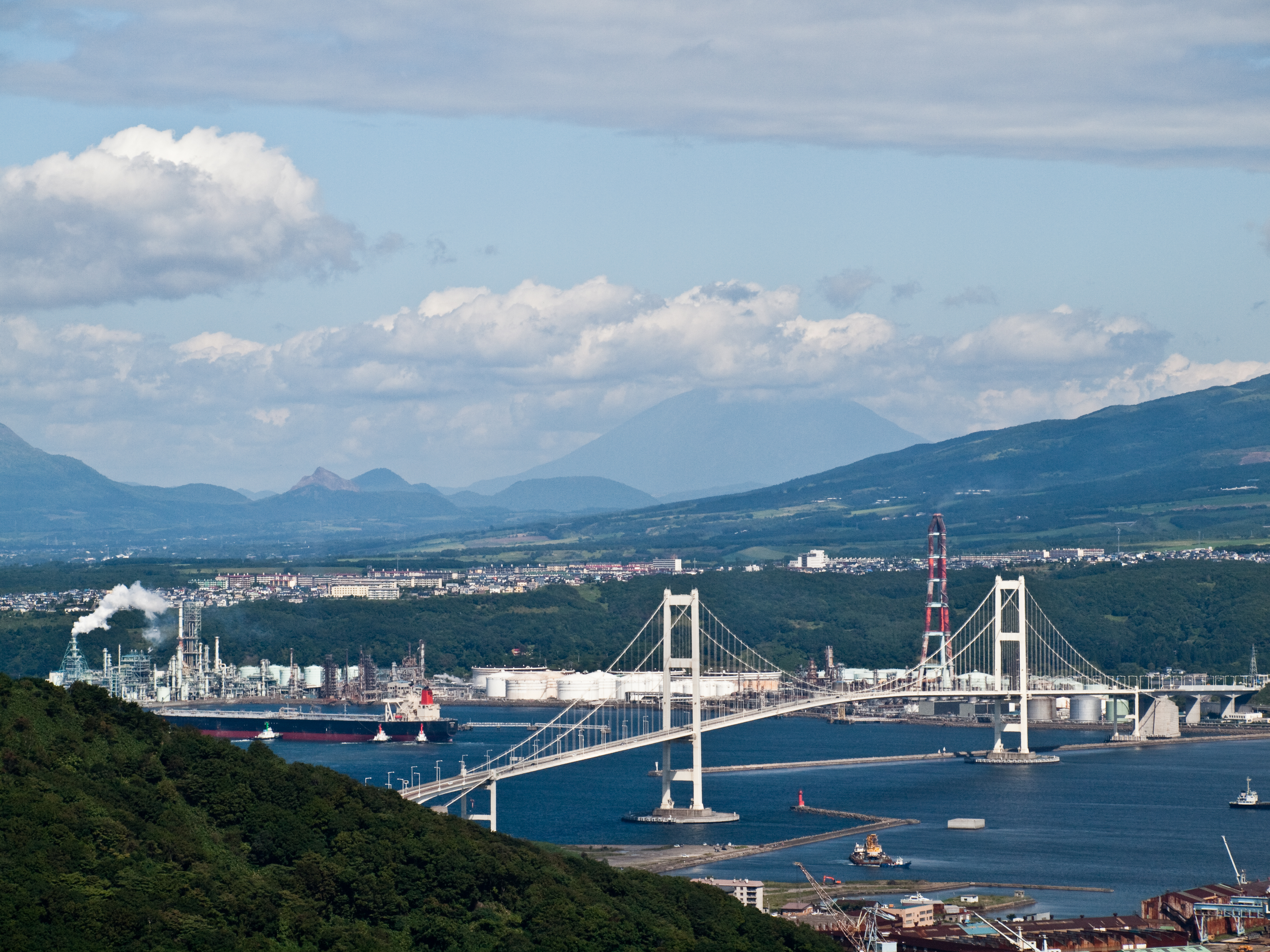
測量山から眺めた白鳥大橋（2009年9月）

## 白鳥大橋が登場する作品
楽曲
- 白鳥大橋賛歌「未来（あした）へキラキラ」
- 安倍なつみ「…ひとりぼっち…」（アルバム『一人ぼっち』収録）

映画
- 『名探偵コナン 銀翼の奇術師』[42]